# Hopton Castle (village)
 (octobre 2023).
Pour les articles homonymes, voir Hopton.
Hopton Castle est une paroisse civile et un village du Shropshire, en Angleterre.